# Салчени (Тулћа)
Салчени (рум. Sălceni) насеље је у Румунији у округу Тулћа у општини Чаталкиој. Oпштина се налази на надморској висини од 3 m.

## Становништво
Према подацима из 2002. године у насељу је живело 77 становника, од којих су сви румунске националности.